# Liste der Kulturdenkmäler in Horhausen (Westerwald)
In der Liste der Kulturdenkmäler in Horhausen (Westerwald) sind alle Kulturdenkmäler der rheinland-pfälzischen Ortsgemeinde Horhausen (Westerwald) aufgelistet. Grundlage ist die Denkmalliste des Landes Rheinland-Pfalz (Stand 4. Mai 2023).

## Einzeldenkmäler
| Bezeichnung                                                  | Lage                                 | Baujahr                | Beschreibung | Bild                           |
| ------------------------------------------------------------ | ------------------------------------ | ---------------------- | --- | ------------------------------ |
| Katholische Pfarrkirche St. Maria Magdalena und St. Antonius | Kirchstraße 11 Lage                  | 1902                   | neuspätromanische Bruchsteinbasilika, 1902, Regierungsbaumeister Heinrich Krings, Köln; Flankenturm in unteren Teilen romanisch | weitere Bilder Fotos hochladen |
| Quereinhaus                                                  | Tannenstraße 19 Lage                 | spätes 19. Jahrhundert | Fachwerk-Quereinhaus, teilweise massiv und verschiefert, spätes 19. Jahrhundert                                                 | Fotos hochladen                |
| Kriegerdenkmal                                               | nördlich des Ortes an der B 256 Lage | nach 1945              | Kriegerdenkmal des Zweiten Weltkriegs; Gräberfeld mit Bruchsteinkapelle; darin: Grab- oder Wegekreuz, Basalt, bezeichnet 1690   | weitere Bilder Fotos hochladen |